# Musone (Veneto)

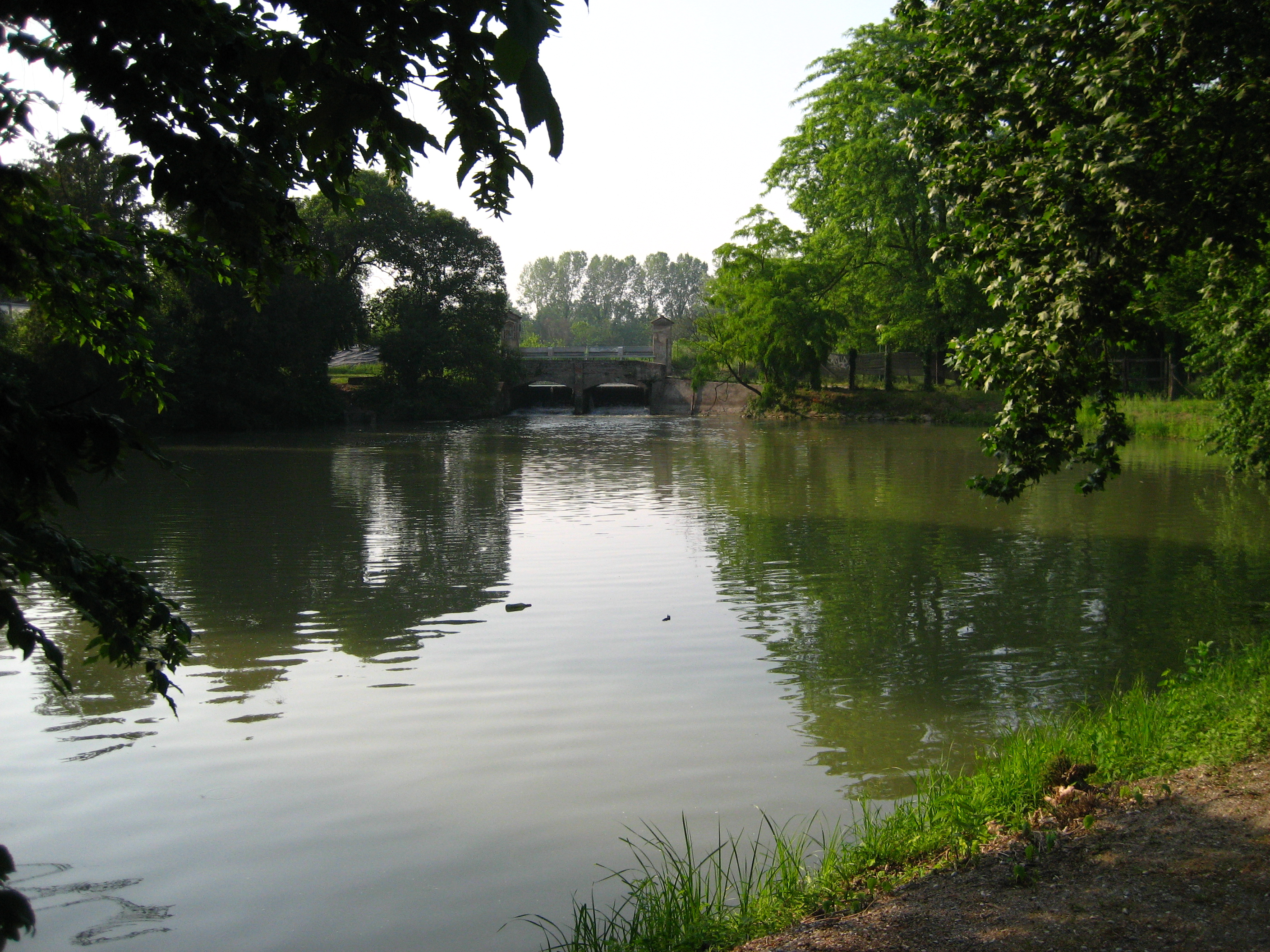
Een stuw bij Mirano blokkeert de rivier. De hoofdstroom gaat hier rechtsaf.

De Musone of Muson is een rivier in Noord-Italië, die in principe samenvloeit met het Brentakanaal
om een paar kilometer verder uit te monden in de lagune van Venetië. De waterstroom wordt echter bij Mirano geblokkeerd, en
via een kanaal naar het zuiden omgeleid. 
De rivier vindt zijn oorsprong in de heuvels ten noorden van Asolo, de belangrijkste bron ligt in de gemeente Maser
De verschillende rivieren die in de lagune van Venetië uitmonden, waren de oorzaak van verzanding rondom Venetië. 
Daarom wordt het water van de Musone in een kanaal naar het zuiden omgeleid. 
Het water van de Musone, de Brenta en de Bacchiglione stroomt ten zuiden van Chioggia in de Golf van Venetië.
Het afgesloten deel van de rivier is 19 km lang.